# تدفق متوسط
التدفق المتوسط في جريان الموائع هو عادة التدفق الذي يجري به مائع في مسار معين أو باختلاف بسيط عن القيمة المتوسطة للتدفق.
والتوسط هنا ربما يكون توسطًا في الوقت أو المساحة.

## مثال
يمكن حساب التدفق المتوسط ببساطة مثل حساب المتوسط الرياضي: 
ببساطة يتم جمع معدلات التدفق المختلفة مع بعضها البعض ومن ثَم، قسمة الناتج من الجمع علي عدد القراءات الأولية.
على سبيل المثال، مُعطي قيمتين للتدفق (Q) الأولي 3 m³/s والثانية 5 m³/s، يمكننا باستخدام هاتين القيمتين لـ (Q) أن نقوم بحساب التدفق المتوسط Qmean.
والذي يساوي في هذه الحالة Qmean = 4 m³/s.